# Théodore-Edme Mionnet
Théodore-Edme Mionnet (9 février 1770 à Paris - 5 mai 1842 à Paris) est un numismate français.

## Biographie
Il est le fils de Jean Antoine Edme, huissier audiencier ordinaire du roi et de son épouse, Marie Elizabeth Théodore, domiciliés dans l'ancienne rue de la Mortellerie, dans le quartier Saint-Gervais (Paris). Il est baptisé en la paroisse de l'Église Saint-Jean-en-Grève, le 2 septembre 1770. Il étudie le droit au Collège du Cardinal Lemoine puis exerce quelque temps comme juriste, avant de arrêter pour des raisons de santé. Il devient ensuite conservateur-adjoint du « cabinet des antiques de la bibliothèque du roi », devenu l'actuel Département des Monnaies, médailles et antiques de la Bibliothèque nationale de France. Il rassemble une collection de monnaies grecques et romaines dont il établit le catalogue. Ses œuvres les plus connues sont la Description de médailles antiques grecques et romaines avec leur degré de rareté et leur estimation (1806-13, 7 vol.) et De la rareté et du prix des médailles romaines (1815, rééd. 1847). Voyageant en Italie, il fait de nombreuses découvertes numismatiques précieuses qui lui valent d'être élu en 1830 à l'Académie des inscriptions et belles-lettres. Il est domicilié au 14 rue des Francs-Bourgeois, à Paris.
Il est fait chevalier de la Légion d'Honneur le 19 octobre 1814, durant le règne du roi Louis XVIII. L'arrêté de nomination est signé par François Guizot, alors secrétaire général au ministère de l'Intérieur, sous l’abbé de Montesquiou.
Il est le concepteur de l'échelle de Mionnet, qui compte 19 cercles et permet d'indiquer avec précision le diamètre ou module d'une pièce.
Il est inhumé au cimetière du Père-Lachaise (41e division).

## Œuvres
- Description des médailles antiques, grecques et romaines, 1806-1830, 12 vol.
- De la rareté et du prix des médailles romaines, 1815
- Atlas de géographie numismatique, pour servir à la description des médailles antiques, 1838
- Poids des médailles grecques d'or et d'argent du cabinet royal de France, désignées par le numéro d'ordre de la Description des médailles antiques grecques et romaines, 1839